# Jan Depak
Jan Depak (ur. 1 kwietnia 1905 w Kuźnicy, zm. 25 czerwca 1970) – przewodniczący Prezydium Miejskiej Rady Narodowej w Gdyni.
Z zawodu był tokarzem, pracował w Sosnowcu, a następnie we Francji. Po powrocie do Polski w 1934 roku pracował w Starachowicach i Stalowej Woli. Po zakończeniu wojny przyjechał do Gdańska i został kierownikiem wydziału Komitetu Wojewódzkiego Polskiej Partii Robotniczej, a następnie pracował jako funkcjonariusz Miejskiego Urzędu Bezpieczeństwa Publicznego. W 1947 roku był kierownikiem personalnym w kilku zakładach pracy w Gdańsku, a od 1948 roku zajmował stanowisko dyrektora Fabryki Cukrów i Czekolad „Bałtyk”.
Od 1950 roku zajmował stanowiska w lokalnych strukturach PZPR: najpierw był sekretarzem w Komitecie Miejskim PZPR w Gdyni, a następnie w Komitecie Powiatowym w Starogardzie Gdańskim. W latach 1952–1954 był przewodniczącym Prezydium Miejskiej Rady Narodowej w Gdyni, a w latach 1954–1956 – prezesem Spółdzielni Pracy "Żagiel" w Gdyni.
Po odwilży październikowej powrócił do pracy tokarza, a od 1958 do 1970 roku był zastępcą kierownika w izbie wytrzeźwień w Gdyni.
Zmarł 25 czerwca 1970 roku i został pochowany na cmentarzu Witomińskim w starej alei zasłużonych (kwatera 77-25-12).